# Hydroptila paramoena
Hydroptila paramoena är en nattsländeart som beskrevs av Harris 1985. Hydroptila paramoena ingår i släktet Hydroptila och familjen smånattsländor. Inga underarter finns listade i Catalogue of Life.